# Bruno Valkeniers
Bruno Lodewijk Juliaan Ambrosius Valkeniers, né le 13 juin 1955 à Bruxelles, est un homme d'affaires et homme politique belge néerlandophone, ancien président du parti politique d'extrême droite et indépendantiste flamand Vlaams Belang de février 2008 à décembre 2012.

## Biographie
Originaire de Schepdaal, Bruno Valkeniers emménage durant son enfance avec sa famille à Anvers, où il fréquente le collège Saint-Lievens. Il décroche ensuite une licence de droit à l'université d'Anvers et une licence spéciale en droit maritime et aérien à l'université libre de Bruxelles. En 1980, il devient directeur commercial de Hesse-Noord Natie. Après un conflit avec les nouveaux propriétaires, il crée en 2002 le bureau de consultance maritime Falconsult.
Valkeniers est actif au sein du mouvement flamand depuis sa jeunesse. Il milite d'abord à l'Union des étudiants catholiques flamands (Katholiek Vlaams Hoogstudentenverbond). En 1976, il est cofondateur et inspirateur de l'Union des étudiants nationalistes (Nationalistische Studentenvereniging). Il est également cofondateur de l'Internationale Serviceclub Marnixring et devient président de la section Marnixring Antwerpen Hanze. En 2005 et 2006, il est président de l'Union générale de la chanson flamande (Algemeen Nederlands Zangverbond), qui organise la fête nationale de la chanson flamande (Vlaams Nationaal Zangfeest). Il devient ensuite membre du think tank indépendantiste In de Warande et membre de la direction de l'institut Wies Moens.

## Sources
- (nl) Cet article est partiellement ou en totalité issu de l’article de Wikipédia en néerlandais intitulé « Bruno Valkeniers » (voir la liste des auteurs).